# Lipie (przystanek kolejowy)
Lipie – przystanek kolejki wąskotorowej w Lipiu, w gminie Brody, w powiecie starachowickim, w województwie świętokrzyskim.